# Escape (1948)
Escape is een Brits-Amerikaanse thriller uit 1948 onder regie van Joseph L. Mankiewicz. De film is gebaseerd op het gelijknamige toneelstuk uit 1926 van de Britse auteur John Galsworthy.

## Verhaal
Wanneer de oorlogsheld Matt Denant ziet hoe een prostituee lastig wordt gevallen door een politieagent, snelt hij haar te hulp. Hij doodt daarbij per ongeluk de agent. Denant wordt ingerekend en tot drie jaar celstraf veroordeeld. Hij ontsnapt en zoekt onderdak bij de prostituee.

## Rolverdeling
| Acteur           | Personage          |
| ---------------- | ------------------ |
| Rex Harrison     | Matt Denant        |
| Peggy Cummins    | Dora Winton        |
| William Hartnell | Inspecteur Harris  |
| Norman Wooland   | Minister           |
| Jill Esmond      | Grace Winton       |
| Frederick Piper  | Brownie            |
| Marjorie Rhodes  | Mw. Pinkem         |
| Betty Ann Davies | Meisje in het park |
| Cyril Cusack     | Rodgers            |
| John Slater      | Handelsreiziger    |
| Frank Pettingell | Agent Beames       |
| Michael Golden   | Detective Penter   |
| Frederik Leister | Rechter            |